# True Faith
Singles de New Order
Bizarre Love Triangle
(1987) Touched by the Hand of God
(1987)
True Faith est un single du groupe britannique New Order, publié en juin 1987 chez Factory Records pour accompagner la sortie de la compilation Substance.

## Production
True Faith devient rapidement son plus gros tube du groupe New Order depuis Blue Monday et effectue une percée dans les charts américains. Les paroles (dans lesquelles le titre n'apparaît pas) de Bernard Sumner sont une suite de métaphores esthétiques racontant la vie et les constats d'un drogué. Composant avec les thèmes récurrents du groupe, c'est une chanson à la fois euphorique et amère, la mélancolie désabusée du texte se mélangeant avec l'implacable rythme dansant de la production[réf. nécessaire].
True Faith devient au fil des années l'un des grands classiques du groupe, au même titre que Blue Monday, Temptation et Bizarre Love Triangle, et sera joué systématiquement pendant vingt ans au cours des concerts du groupe. La chanson figurera également dans de nombreuses bandes-son de films américains. Une nouvelle version sera publiée en 1994.

## Clip vidéo
Réalisé et chorégraphié par Philippe Decouflé, ce clip surréaliste remporte en 1988 le Brit Award du clip de l'année (en). Sa séquence d'ouverture où deux hommes se giflent est une référence à la performance vidéo Light/Dark de Marina Abramović et Ulay tournée en 1977. Il s'inspire aussi du Ballet triadique (1922) de l'artiste Bauhaus Oskar Schlemmer. S'y trouvent enfin de nombreux personnages costumés : partiellement coincé dans un punching-ball à l'envers, l'un d'eux traduit les paroles de la chanson en langue des signes.
Le tournage en extérieur est réalisé devant l'immeuble du siège de la Confédération Générale du Travail, situé au 263 rue de Paris à Montreuil (le reflet de l'enseigne est visible à 0'50").[réf. nécessaire]

## Crédits

### New Order
- Bernard Sumner - chant, séquenceur Yamaha QX1, synthétiseur Yamaha DX5, guitare
- Gillian Gilbert - synthétiseur Octave Voyetra-8
- Stephen Morris - séquenceur Yamaha QX1, échantillonneur Akai S900, charleston, cymbales
- Peter Hook - basse

### Musicien additionnel
Stephen Hague : E-mu Emulator II, E-mu SP-12 (programmation)

## Reprises

### George Michael
La chanson est reprise en 2011 par George Michael, sur un rythme lent et avec un vocodeur[réf. nécessaire], au profit de l'organisation caritative Comic Relief. Il s'agissait d'un des cinq clips enregistrés pour le Red Nose Day 2011 (en) qui a récolté 74 360 207 £.
L'Américaine Anna-Lynne Williams, chanteuse du groupe Trespassers William, reprend True Faith la même année, sous le pseudonyme de Lotte Kestner. Sa version sera popularisée par la bande-annonce du jeu vidéo The Last of Us Part II (2020). Celle-ci figure également dans The Last of Us, série dérivée du célèbre TPS, dans l'épisode Please Hold to My Hand (2023).
The Flux est une formation fictive derrière laquelle se cache Noah Sebastian, leader du groupe américain de metalcore Bad Omens. Leur reprise de la chanson est enregistrée pour la série Paradise City dont la diffusion commence en 2021.
La chanson est utilisée dans le film American Psycho.